# East Cambridgeshire
East Cambridgeshire este un district ne-metropolitan situat în Regatul Unit, în comitatul Cambridgeshire din regiunea East, Anglia.

## Orașe din cadrul districtului
- Ely
- Soham